# 반잠수정
반잠수정(半潛水艇)은 안정성과 내항성이 좋은 특수 선박이다. 반잠수 선박은 해양 굴착, 안전 선박(safety vessel), 석유 시추 플랫폼, 중화물용 크레인 등 해양에서의 특이한 역할에 사용된다.

## 조선인민군 반잠수정

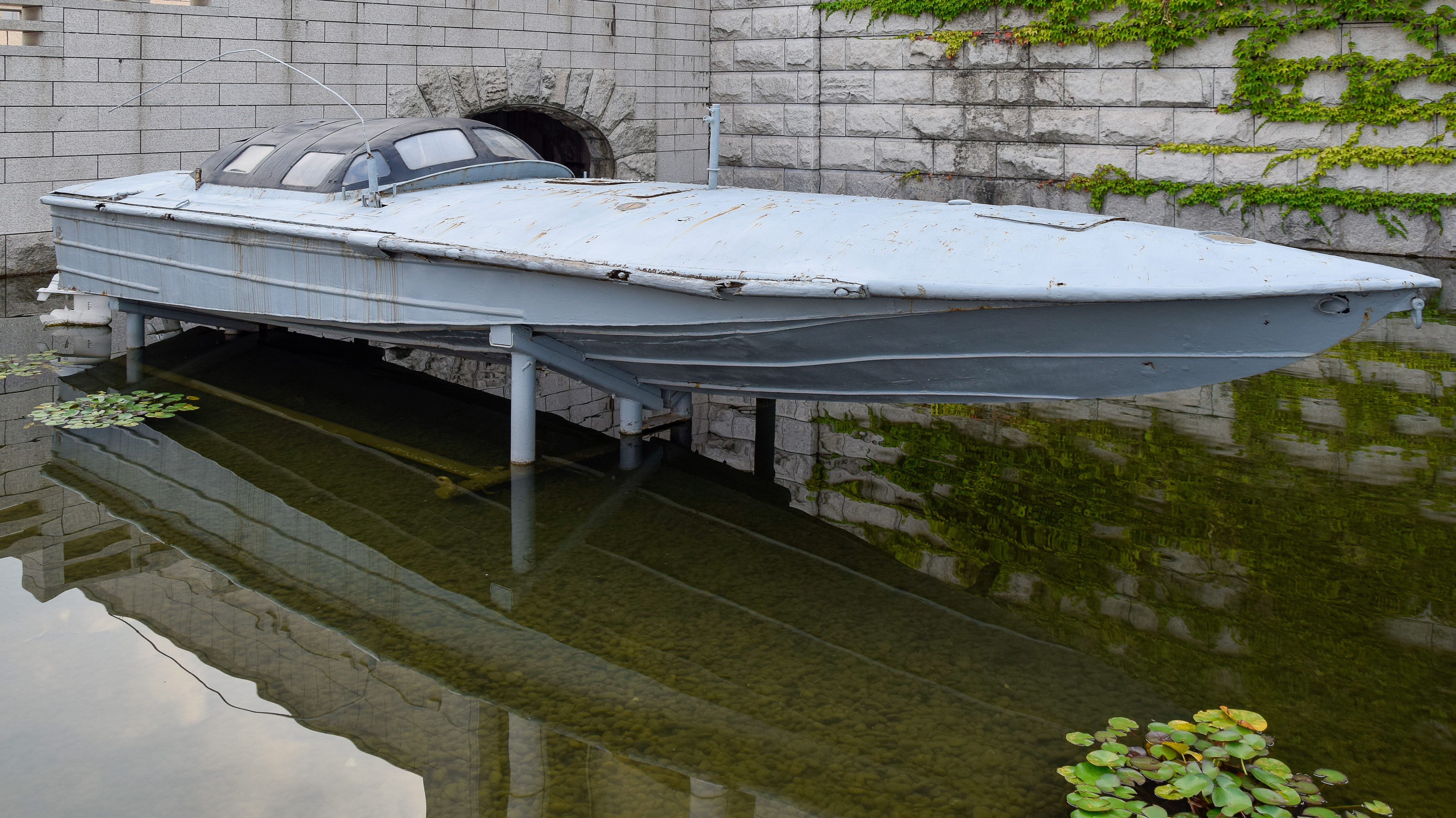
1983년 다대포 무장간첩 침투에 사용된 반잠수정

조선인민군 반잠수정은 일반 여타의 잠수정에 비해 그 크기가 작은 편이다. 이로 인하여 고속, 은밀한 침투가 가능하다. 특히 반잠수정은 군사 레이다에 포착이 되지 않아 접근을 판단하기가 어렵다. 주로 간첩활동용으로 사용된다.

## 레저용 소형 반잠수정
레저용 목적의 소형 반잠수정은 2009년 세계 최초로 한국에서 개발되었다.
2012년 개발자명의로 특허등록이 되었으며, 2012년 국제특허를 출원하여 등록 중이다. 또한 2012년 RED Dot디자인 어워드에 국내 레저보트 업계 최초로 수상하였다.
2012년 5월 한국의 주식회사 이고라는 업체에서 본격적으로 생산하고 있다.